# 対戦早押しクイズ ハイホー
『対戦早押しクイズ ハイホー』（たいせんはやおしクイズ ハイホー）は、1987年に発売された日本物産のアーケードゲームシリーズ。ジャンルはクイズゲーム。
続編『対戦早押しクイズ ハイホー2』についても本項で述べる。
以前からリリースされていたクイズゲームとは異なり、4人同時対戦が可能なゲームで、全20問に答えて正解率を競う内容である。本作に収録されているクイズの内容は下ネタなど卑猥な内容が多いことに加え、コンティニュー時に女性が脱衣する要素もある。一部のBGMや効果音には、同時期にナムコよりファミリーコンピュータで発売されていた『ファミリーマージャン』と同じものがあった。

## 対戦早押しクイズ ハイホー2
前作と異なり3ステージで構成されており、ステージ終了時の正解率によって次のステージへ進むことになる。 また、後出しジャンケンや旗上げゲームなどのミニゲーム、ジャンルセレクトやイエスノークイズなど新たな要素が追加された。　